# U.S.D. Palmese
USD Palmese là một câu lạc bộ bóng đá  Ý, có trụ sở tại Palma Campania, Campania.

## Lịch sử
Câu lạc bộ được thành lập vào năm 1914.

### Scudetto Dilettanti 2000-01
Palmese trong mùa 2000-01, từ Serie D đã được thăng hạng lên Serie C2, cũng chinh phục được Scudetto Dilettanti.

## Danh hiệu
- Serie D:
  - Vô địch 1: 2000
- Scudetto Dilettanti:
  - Vô địch 1: 2000

## Sân vận động
Sân vận động của câu lạc bộ là Stadio Comunale di Palma Campania, nơi chứa 5.500 khán giả.